# Manfred Bille
Manfred Bille (* 28. Mai 1937 in Luckenwalde; † 25. Mai 2010 in Großbeeren) war ein deutscher Politiker der Sozialistischen Einheitspartei Deutschlands (SED) in der Deutschen Demokratischen Republik (DDR). Er war 1989/90 Oberbürgermeister von Potsdam.

## Leben
Bille, Sohn eines Schmieds, ging nach der Volksschule und einer Lehre als Fernmeldemechaniker bei der Deutschen Reichsbahn 1954 als Wachtmeister zur Transportpolizei. Von 1958 bis 1960 arbeitete er als Kraftfahrer. 1962 wurde er mit 25 Jahren als jüngster Betriebsdirektor in der Geschichte des Bezirks Potsdam Leiter des VEB Kraftverkehr in Neuruppin. 1963 trat Bille in die SED ein. 1969 schloss er ein Fernstudium der Ökonomie an der Fachschule für Verkehrs- und Betriebstechnik als Ingenieurökonom ab.
Von 1970 bis 1975 war Bille Beauftragter für Autobahnbau und von 1975 bis 1979 Direktor des Büros für Verkehrsplanung in Potsdam. 1976 wurde er Leiter der Abteilung für Verkehrs- und Nachrichtenwesen beim Rat des Bezirks Potsdam. 1978 schloss Bille ein weiteres Fernstudium mit dem Diplom der Staatswissenschaften ab. Von 1986 bis 1989 war er Stellvertreter des Vorsitzenden des Rats des Bezirks Potsdam.
Von Mai 1989 bis Mai 1990 war Bille, als Nachfolger von Wilfried Seidel, Oberbürgermeister von Potsdam. Im Zuge der Wende und der friedlichen Revolution in der DDR verlor Bille 1990 seine Ämter und trat aus der SED aus. Von 1990 bis kurz vor seinem Tod 2010 war Bille Beauftragter des Vorstandes für die Zusammenarbeit mit gewerbenahen Verbänden und den Verkehrsverbänden der Iveco Magirus AG.

## Ehrungen
- 1982 Vaterländischer Verdienstorden (DDR)